# Cinven
Cinven est une entreprise britannique de capital-investissement ((en) private equity) fondée en 1977, dont les bureaux se situent à Londres, Guernesey, Paris, Francfort et Milan. 
Depuis sa création, Cinven a levé cinq fonds souscrits par plus de 100 investisseurs institutionnels distincts ; les deux derniers en date ont été levés en 2013 (fonds V doté de 5,3 milliards d'euros) et 2006 (fonds IV doté de 6,3 milliards d'euros). En 2014, Cinven avait réalisé un investissement cumulé de 84 milliards d'euros de valeur d'entreprise depuis 1988.
Cinven réalise des investissements supérieurs à 100 millions d'euros dans des entreprises européennes dont la valeur excède les 300 millions d'euros, en prenant une participation majoritaire la plupart du temps, dans les secteurs suivant : Services aux entreprises, Biens de consommation, Service financiers, Santé, Industrie et Technologie.

## Histoire
Parmi les principales acquisitions de la société figurent Amadeus pour 4,4 milliards d'euros en 2005 ou Eutelsat pour 4 milliards d'euros en 2004, et aussi Avio en 2006. Dans le passé, Cinven avait également des parts dans Dunlop Sport revendu en 2004.
Cinven entre au capital de Camaïeu en 2007, puis monte en 2011 à 95 %. Durant cette période, plutôt que d'investir dans l'enseigne en difficulté, le fonds cherche essentiellement des dividendes : 267 millions d'euros en 2007, 48 millions en 2008…,.
En avril 2010, Cinven lance une OPA amicale sur le groupe Sperian au prix de 70 € par action, mais ce dernier est finalement racheté par Honeywell.
En mai 2015, Cinven acquiert l'entreprise française de diagnostic médical Labco pour 1,2 milliard d'euros. En juin 2015, Cinven achète l'entreprise allemande d'analyse de laboratoire Synlab, appartenant à BC Partners, pour un montant de 1,7 à 1,8 milliard d'euros. Cette acquisition du deuxième plus grand laboratoire d'analyse médicale d'Europe vise à le marier avec Labco pour former le groupe Synlab.
En décembre 2015, la firme achète Kurt Geiger pour 245 millions de livres de Sycamore Partners.
En août 2017, Bain Capital et Cinven acquierent l'entreprise allemande Stada Arzneimittel,.
En mars 2019, Cinven opère l'acquisition du groupe d'enseignement supérieur privé INSEEC U. auprès du fonds Apax Partners SA qui le possédait depuis 2013.